# Шутовка (Смоленская область)
Шутовка — деревня в Смоленской области России, в Кардымовском районе. Население — 207 жителей (2007 год). Расположена в центральной части области в 20 км к югу от Кардымова, на левом берегу Днепра. В 4 км к северу от деревни станция Приднепровская на железнодорожной ветке Смоленск – Сухиничи. Входит в состав Тюшинского сельского поселения.

## Экономика
Сельский производственный кооператив "Лопино" - председатель Мухаметов Александр Николаевич, медпункт, магазины, почтовое отделение.Кооператив занимается грибоводством, овощеводством, птицеводством, выращиванием зерновых.

## Достопримечательности
- 4 кургана в 1 км к северо-западу от деревни.
- Памятник погибшим в Великую Отечественную войну односельчанам.
- Могила юного партизана Володи Шестернева, расстрелянного гитлеровцами в 1942 году.